# Mouriscados
Mouriscados (oficialmente San Cibrán de Mouriscados) es una parroquia española del municipio de Mondariz, perteneciente a la provincia de Pontevedra, en la comunidad autónoma de Galicia.

## Toponimia
El lugar puede aparecer referido como «Mouriscados», «San Ciprián de Mouriscados», «San Cibrán de Mouriscados» «San Cipriano de Mouriscados» y «Campo de Moure».

## Historia
Hacia mediados del siglo XIX, el lugar, por entonces referido como una feligresía, tenía contabilizada una población de 300 habitantes. Aparece descrito en el undécimo volumen del Diccionario geográfico-estadístico-histórico de España y sus posesiones de Ultramar de Pascual Madoz con las siguientes palabras:

MOURISCADOS ó CAMPO DE MOURE (San Cirpiano): felig. en la prov. de Pontevedra (6 leg.), dióc. de Tuy (22), part. jud. de Puenteareas (5), ayunt. de Mondariz (1). sit. al estremo meridional de la prov. en terreno montuoso y quebrado: la combaten con mas frecuencia los vientos N. y S.; y el clima es bastante benigno y saludable. Tiene unas 100 casas repartidas en el l. de su nombre y barrios de Campo de Mouro, Crespos, Fontau y Poñe, y diversas fuentes de aguas frescas y saludables para surtido de los vec. La igl. parr., de la que es aneja la de San Andres de Meirol, está servida por un cura de segundo ascenso y patronato del conde de Salvatierra. Confina el térm. N. Meirol; E. Franqueira; S. Umia, y O. Cumiar. El terreno es montuoso y de inferior calidad; está rodeado de montañas poco pobladas de arbolado, y le baña un riach. que nace en Padro de Cauda; corre de de E. á O.; pasa por las felig. de Paraños, Meirol, Quimadelos y la que nos ocupa, y confluye en el r. Tea, el cual tiene dos puentecillos insignificantes, y da impulso á algunos molinos harineros. Los caminos son locales, atravesando por medio de esta felig. uno, que dirigiéndose de N. á S. conduce desde la de Cobelo al valle de Salvatierra; y otro que de E. á O. va de Cañiza á la cap. del part., los cuales empalman con la nueva carretera de Vigo á Castilla. El correo se recibe de Puenteareas. prod.: centeno, maiz, lentejas y vino de inferior calidad; mantiene ganado vacuno el preciso para la labor; hay algunas perdices y conejos, y pocas truchas. pobl.: 100 vec., 300 alm. contr.: con su ayunt. (V.).
(Madoz, 1848, p. 662)

En 2022, tenía empadronados 239 habitantes.

## Patrimonio
Hay en la parroquia una iglesia de San Ciprián.